# João Bráulio Muniz
Pour les articles homonymes, voir Muniz.
João Bráulio Muniz, né à São Luís (Maranhão) en 1796 et mort à Rio de Janeiro le 20 septembre 1835, est un homme politique brésilien.

## Biographie
Député général, il est nommé membre de la régence trinitaire permanente, poste qu'il occupe du 18 juin 1831 jusqu'à sa mort.
Sous la régence, Muniz fonde le journal Astréa et jouit d'un grand prestige. S'installant à São Paulo, il fonde la première typographie de cette ville avec José da Costa Carvalho (en) (futur marquis de Monte Alegre). Ils y publient O Farol Paulistano (pt), le premier journal de São Paulo.
Muniz est un collègue de Costa Carvalho et Bernardo Pereira de Vasconcelos (pt) à la Faculté de droit de l'Université de Coimbra. Avec le premier, il rejoint la régence. Il meurt à la fin de son mandat, en 1835.